# 1519 год в науке
В 1519 году произошли различные научные и технологические события, некоторые из которых представлены ниже.

## События
- 22 апреля : Эрнан Кортес произвёл высадку в Мексике[1].
- 20 сентября флотилия Магеллана начала своё первое в истории кругосветное плавание[2].
- 8 ноября: Эрнан Кортес входит à Теночтитлан, столицу Империи ацтеков[1].

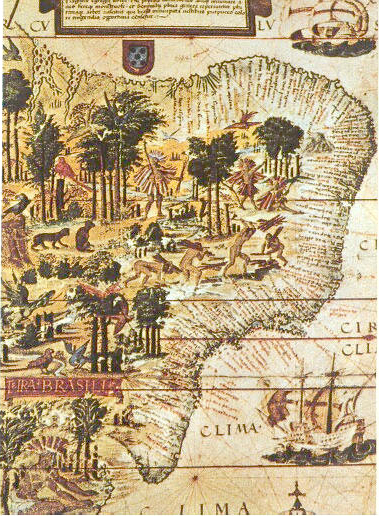
Карта Бразилии из Атласа Миллера

## Публикации
- В Португалии издан Атлас Миллера.

## Родились
- 6 июня — Андреа Чезальпино, итальянский врач, естествоиспытатель и философ (умер в 1603  году).

## Скончались
- 2 мая Леонардо да Винчи — итальянский художник (живописец, скульптор, архитектор) и учёный (анатом, естествоиспытатель), изобретатель, писатель, один из крупнейших представителей искусства Высокого Возрождения, яркий пример «универсального человека» (род. 1452).
- Алонсо Альварес де Пинеда, испанский исследователь и картограф; убит (род. 1494).